# Eng (Hungergraben)
Die Eng (im Oberlauf auch Binzenlöchlesgraben) ist ein etwas über 7 Kilometer langer Bach im Kraichgau in der Gemeinde Neulingen (Enzkreis) und der Stadt Bretten (Landkreis Karlsruhe). Das Wasser aus dem Oberlauf versinkt in der Regel im Karst der Bauschlotter Platte und tritt überwiegend über den Enzbrunnen an der Salzach wieder aus.

## Name
Der Name Eng erscheint erstmals 1463 als Name einer Brettener Zelge. Es bezeichnete wohl ursprünglich ein enges, schmales Tal, dessen Name letztlich auf das Gewässer übertragen wurde.

## Geographie

### Oberlauf
Die Eng entsteht an einem Regenüberlauf rund 500 Meter westlich des Ortsrandes von Bauschlott und des dortigen Schlosses. Spätestens seit 1963 und mindestens bis 1987 hatte Bauschlott eine eigene Kläranlage, deren Vorfluter die Eng war. Heute führt eine Abwasserleitung durch das Tal nach Bretten und weiter zu einer zentralen Kläranlage bei Bruchsal-Heidelsheim.
Nördliche Fließrichtung einschlagend, verläuft die Eng für rund einen Kilometer durch die Feldflur von Bauschlott. Von rechts fließen zwei namenlose Gräben zu, die das Gebiet nördlich des Ortes und westlich der Bundesstraße 294 (Bretten–Pforzheim) entwässern. Im unteren Teil dieses Abschnitt liegt westlich der Eng ein schmaler Waldstreifen, hinter dem sich, rund 400 Meter vom Gewässer entfernt, die Wüstung Weiher befindet. Der Ort wurde 1432 zuletzt erwähnt, vermutlich war er bereits in diesem Jahr weitgehend unbewohnt.

### Versinkung
Mit dem vollständigen Eintritt in das Waldgebiet Hinterbach einher geht die Schichtgrenze zwischen dem Unteren Keuper und dem Oberen Muschelkalk; das Wasser der Eng beginnt in den Spalten und Klüften des Muschelkalkes zu versinken.
Die Biotopkartierung charakterisiert das dortige Tal der Eng als teils aufgeweitete, mäandrierende Klinge, die sehr naturnah mit Laubholz bestockt ist. Das Bachbett ist rund einen Meter breit, erdig-steinig und wird nur temporär durchflossen.
Nach knapp einem Kilometer verlässt das Gewässer den Wald und fließt auf rund 400 Meter durch das für den Oberlauf namensgebende Binzenlöchle (auch Benzenlöchle), ein teils als Wiesen, teils als Äcker genutztes Gebiet. Der Name ist 1539 erstmals belegt als Bentzenlöchlin, aus dem 18. Jahrhundert sind die Schreibweisen Bentzenlöchle und Bintzenlöchle überliefert. Vermutlich handelt es sich um den Namen eines Grundstücksbesitzers oder um eine Kurzform von Bernhard. Beim Binzenlöchle liegen zwei 1926 und 1952 fertiggestellte Tiefbrunnen der Wasserversorgung von Nußbaum. Um die Brunnen vor Verunreinigungen durch das Abwasser aus Bauschlott zu schützen, wurde der Binzenlöchlesgraben 1972 in Betonhalbschalen verlegt.
Unterhalb des Binzenlöchles tritt die Eng in den Großen Wald ein und quert die Grenze zwischen Neulingen und Bretten, die zugleich die Grenze zwischen dem Enzkreis und dem Landkreis Karlsruhe ist. Der Biotopkartierung zufolge verläuft das temporär wasserführende Gewässer anfänglich in einer schmalen, bis zu 3,5 Meter tief eingeschnittenen Klinge im naturnahen Wald. Das Bachbett ist 0.5 bis 2 Meter breit; lehmige und steinige Abschnitte wechseln. Die Klinge wandelt sich zu einem Sohlentälchen.
Im Juni 1963 wurde ein kombinierter Markierungsversuch mit 250 Gramm Uranin und fünf Tonnen Steinsalz durchgeführt. Seinerzeit versank das Wasser ungefähr im Binzenlöchle. Der Hauptaustritt erfolgt nach drei Tagen im Enzbrunnen – eine Karstquelle, die knapp vier Kilometer nördlich des Binzenlöchles direkt an der Salzach liegt. Nach 39 Tagen kam es zu spurenhaften Austritten in einem Tiefbrunnen der Stadt Bretten, der am Südrand der Stadt im Salzachtal liegt. Aus den Ergebnissen dieses und weiterer Markierungsversuche wird gefolgert, dass im Oberen Muschelkalk zwei miteinander verbundene Schichtgrundwasserhorizonte vorhanden sind. Der obere liegt in einer stärker verkarsteten Schicht und speist den Enzbrunnen, der untere mit langsameren Abfluss ist im Brettener Tiefbrunnen aufgeschlossen.

### Unterlauf
Rund 2,5 Kilometer nördlich des Binzenlöchles liegt der forsttechnische Stützpunkt der Stadt Bretten im Großen Wald, bei dem von links ein kleines Seitental ohne Fließgewässer mündet. In diesem Seitental liegen zwei Teiche, die 1979 rund 350 Meter oberhalb des Stützpunktes im Waldgebiet Saubrunnen künstlich angelegt wurden.
Gut einen Kilometer nördlich des forsttechnischen Stützpunktes verlässt die Eng den Großen Wald; hier liegen zur Linken der Brettener Tierpark und zur Rechten ein Kletterwald. An den Wald grenzt die für das Gewässer namensgebende Flur In der Enge an. Der Flurname steht für ein enges, schmales Tal; er wird 1463 erstmals erwähnt. Für das Jahr 1813 ist ein Enggraben nachweisbar. Die Eng folgt der Straße Salzhofen nach Norden und passiert eine Tierklinik und einen Bauernhof. Dieser Teil der Stadt Bretten wird ebenfalls Salzhofen genannt; er geht zurück auf ein 1283 erstmals erwähntes Dorf Salzhofen, das später zur Wüstung wurde.
Knapp 100 Meter nördlich der Unterquerung der Kreisstraße 3568 von Bretten nach Sprantal mündet die Eng von rechts in den Hungergraben, der nach gut 500 Meter der Salzach von links zufließt. Salzach und Weißach vereinigen sich in Bretten zur Saalbach, die nach rund 40 Kilometer nördlich von Philippsburg in den Rhein mündet.
Im Juni 2016 und offenbar auch im Juni 2015 kam es nach Starkregen katastrophalen Ausmaßes zu Überflutungen an der Eng, von denen insbesondere die Höfe in Salzhofen betroffen waren. Im Versinkungsbereich unterhalb des Binzenlöchles wurde durch die im Juni 2016 bis zu zwei Meter hohe Wasserführung die Klingensohle und die angrenzenden Wände ausgeräumt und große Bänke aus Grobgestein abgelagert. In einer Seitenklinge hatte der Starkregen ähnliche Folgen. In einem regionalen Nachrichtenportal veröffentlichte Bilder zeigen freigespülte oder verschobene Rohre eines Durchlasses sowie aufgehäuftes Totholz.

### LUBW
Amtliche Online-Gewässerkarte mit passendem Ausschnitt und den hier benutzten Layern: Karte von Lauf und Einzugsgebiet der Eng

Allgemeiner Einstieg ohne Voreinstellungen und Layer: Daten- und Kartendienst der Landesanstalt für Umwelt Baden-Württemberg (LUBW) (Hinweise)
1. 1 2  
Höhe nach dem Höhenlinienbild auf dem Hintergrundlayer Topographische Karte oder dem Digitalen Geländemodell.
2. ↑  
Länge nach dem Layer Gewässernetz (AWGN).
3. ↑  
Einzugsgebiet abgemessen auf dem Hintergrundlayer Topographische Karte.
4. ↑  
Erhebungsbogen Waldbiotopkartierung Baden-Württemberg, Klinge am Kanalweg N Bauschlott (Nr. 270182366502). (Abgerufen am 21. Februar 2024)
5. ↑  
Benzenlöchle im Layer Liegenschaft und Gewässer der Online-Gewässerkarte, im Layer Topographische Karte der wahrscheinliche Schreibfehler Rinzenlöchle. Binzenlöchle  auf Meßtischblatt 7018 Ötisheim von 1905 in der Deutschen Fotothek.
6. 1 2  
Erhebungsbogen Waldbiotopkartierung Baden-Württemberg, Klinge O Nußbaum (Nr. 270182151303). (Abgerufen am 21. Februar 2024)
7. ↑  
Erhebungsbogen Waldbiotopkartierung Baden-Württemberg, Teiche im FND „Waldsee/Saubrunnen“ (Nr. 269182151228). (Abgerufen am 21. Februar 2024)
8. ↑  
Erhebungsbogen Waldbiotopkartierung Baden-Württemberg, Klinge W Rotenbergerhof (Nr. 270182151305). (Abgerufen am 21. Februar 2024)

### Andere Belege
1. ↑  
Friedrich Huttenlocher, Hansjörg Dongus: Geographische Landesaufnahme: Die naturräumlichen Einheiten auf Blatt 170 Stuttgart. Bundesanstalt für Landeskunde, Bad Godesberg 1949, überarbeitet 1967. → Online-Karte (PDF; 4,0 MB)
2. ↑  
Josef Schmithüsen: Geographische Landesaufnahme: Die naturräumlichen Einheiten auf Blatt 161 Karlsruhe. Bundesanstalt für Landeskunde, Bad Godesberg 1952. → Online-Karte (PDF; 5,1 MB)
3. ↑  Ernst Schneider: Die Flurnamen der Stadt Bretten - Ein Beitrag zur Namenkunde des Kraichgaues. Esser Druck Bretten 1985, S. 78.
4. 1 2  
Josef Adam: Nußbaum. Dörfliches Idyll zwischen Pforzheim und Bretten. Regionalkultur, Ubstadt-Weiher 2000, ISBN 3-89735-135-8, S. 444.
5. ↑  
Gudrun Tenhaeff, Werner Käss: Karsthydrologische Untersuchungen im Bereich der Bauschlotter Platte (Nordbaden). In: Jahreshefte des Geologischen Landesamts Baden-Württemberg. 29(1987), S. 209–254, hier S. 232.
6. ↑  
Adam, Nußbaum. S. 37.
7. ↑  
Geologie nach den Layern zu Geologische Karte 1:50.000 auf: Mapserver des Landesamtes für Geologie, Rohstoffe und Bergbau (LGRB) (Hinweise)
8. ↑  
Joachim Bartz: Zur Geologie der Umgebung von Bauschlott. Ein „Szenenbild“ aus dem Werden der Kraichgau-Landschaft. In: Johannes Canis: Bauschlott. Dokumentation aus Geschichte, Kultur und Wirtschaft. Herausgegeben von der Gemeinde Bauschlott, Bauschlott 1971, S. 10–11.
9. ↑  
Karl Ehmann: Die Nußbaumer Flurnamen. In: Adam, Nußbaum. S. 93–101, hier S. 95.
10. ↑  
Adam, Nußbaum. S. 441–444.
11. ↑  
Tenhaeff, Käss, Karsthydrologische Untersuchungen. S. 233.
12. ↑  
Tenhaeff, Käss, Karsthydrologische Untersuchungen. S. 250, 253.
13. ↑  
Ernst Schneider: Die Flurnamen der Stadt Bretten (Gemarkungen Bretten, Bauerbach, Büchig, Diedelsheim, Dürrenbüchig, Gölshausen, Neibsheim, Rinklingen, Ruit, Sprantal). Ein Beitrag zur Namenkunde des Kraichgaues. (=Brettener stadtgeschichtliche Veröffentlichungen. Band 8). Im Auftrag der Stadt Bretten, Bretten 1985, S. 78.
14. ↑  
Alfons Schäfer: Geschichte der Stadt Bretten. Von den Anfängen bis zur Zerstörung im Jahre 1689. Stadtverwaltung Bretten, Bretten 1977, S. 34–38.
15. ↑  
Chris Heinemann: Zwischenbilanz beim Hochwasserschutz in Bretten: Was wurde bisher umgesetzt? Kraichgau.News, 31. Mai 2017 (Abgerufen am 26. Juli 2019).
16. ↑  
Christian Schweizer: Bretten: Misstände im „Großen Wald” kritisiert. Kraichgau.News, 28. September 2016 (Abgerufen am 25. Juli 2019).